# ستيف كافناغ
ستيف كافناغ هو راقص على الجليد كندي، ولد في 26 يوليو 1971 في أوكفيل في كندا.